# Jogo Duplo (programa da RTP)
Jogo Duplo foi um concurso televisivo da RTP apresentado por José Carlos Malato e Joana Teles. O concurso de cultura geral vai ao ar de Segunda a Sábado, após a emissão do Telejornal, um dos principais noticiários da estação.

## Premissa
No "Jogo Duplo" participam cinco concorrentes que têm por objectivo ludibriar os seus adversários (tanto na reunião prévia ao jogo como durante o mesmo) e acertar no máximo de perguntas que forem colocadas pelo apresentador. Para atingir o primeiro objectivo, cada participante dissimula a sua posição no jogo da melhor maneira que consiga, após uma ronda de perguntas (num total de 5 rondas), para "enganar" os seus adversários e tentar persuadi-los a desistir do jogo durante a contagem regressiva de 10 segundos (mesmo que estes se encontrem numa posição mais vantajosa), com vista a que os colegas não percam o dinheiro que conseguiram juntar, caso se encontrem realmente em último lugar, por terem dado maior número de respostas incorrectas. Quando ninguém desiste, o jogador que tiver acertado em menos perguntas acaba por ter de abandonar obrigatoriamente o jogo, perdendo todo o dinheiro acumulado até ao momento.
A diferença deste jogo para outros do género, é que existe uma grande possibilidade do jogador mais fraco chegar à final (e receber o prémio máximo), se conseguir ser o melhor fingidor de entre todos os outros participantes.

## Versões por países
| País        | Designação   | Apresentador(es)                            | Canal        | Prémio máximo na moeda local (semana) | Prémio máximo na moeda local (final)                                |
| ----------- | ------------ | ------------------------------------------- | ------------ | ------------------------------------- | ------------------------------------------------------------------- |
| Austrália   | The Con.test | Andrew G, Brigitte Duclos                   | Network Ten  | $50,000                               | nenhum                                                              |
| Brasil      | O Jogador    | Ana Hickmann, Britto Júnior                 | Rede Record  | R$50,000                              | nenhum                                                              |
| Colômbia    | El Jugador   | Andrea Serna, Claudia Bahamon               | RCN          | $200,000,000                          | nenhum                                                              |
| Hungria     | PókerArc     | István Vágó, Balázs Sebestyén               | RTL Klub     | 2,000,000 Ft                          | 7,000,000 Ft (Final semanal de Domingo) 50,000,000 Ft (Finalíssima) |
| Indonésia   | Duel Poker   | Charles Bonar Sirait                        | NET.         | Rp.200,000,000                        | nenhum                                                              |
| México      | Doble Cara   | Rodrigo Murray                              | Azteca Trece | $100,000                              | nenhum                                                              |
| Noruega     | PokerFjes    | Øyvind Fjeldheim, Cathrine Riis Lilleaas    | TV2          | KR100,000                             | KR1,000,000                                                         |
| Polónia     | Wielki Poker | Cezary Kosiński, Paweł Burczyk              | TVP2         | 50,000 złoty                          | 250,000 złoty                                                       |
| Portugal    | Jogo Duplo   | José Carlos Malato, Ana Galvão, Joana Teles | RTP1         | €10,000                               | €50,000                                                             |
| Suécia      | PokerFejs    | Gry Forssell, Adam Alsing                   | TV4          | KR200,000                             | KR1,000,000                                                         |
| Reino Unido | PokerFace    | Ant & Dec                                   | ITV          | £50,000                               | £1,000,000                                                          |
| Vietname    | Đấu Trí      | MC Tùng Chi, Lại Văn Sâm                    | VTV3         | 60,000,000₫                           | nenhum                                                              |